# Секретар (дужност)
Секретар је врста званичника који води административне (управне) послове правног лица (особе), нпр. предузећа, образовне институције, удружења (друштва, клуба и сл.).
Секретар је и запосленик који води административне послове физичког лица (особе), или званичника (у овом случају се зове лични секретар или партикуларни секретар).
У државној администрацији секретар односно подсекретар може бити назив ранга званичника.
У дипломатији су први секретар, други секретар, односно трећи секретар функције по рангу изнад аташеа, а испод саветника.
У неким државним управама (Немачка, Словенија, Хрватска, Египат итд.) државни секретар је званичник у рангу доминистра, а у некима у рангу министра (у Италији министри са лисницом или портфељом су државни секретари; у Другој Југославији државни секретари за спољне послове и народну одбрану постојали су у периоду 1953—1963). За остале ресоре у савезном извршном већу постојали су у периоду 1953—1991. године (од 1963. и за поменута два ресора), сви у рангу министра. Исти ранг и исту функцију су у републикама имали републички секретари, а у покрајинама покрајински секретари. Државни повереник САД је добио као споредну дужност и спољне послове, али то је ускоро постао његов главни посао (уставне дужности секретара Владе су му остале, па је председник Никсон оставку на ту дужност предао 1974. године државном секретару Кисинџеру. У склопу Свете столице, кардинал државни тајник води — у име папе и по његовом овлашћењу — државне послове концентрисане у Државном секретаријату, по пресеансу првој конгрегацији (кардиналској комисији), те је у спољним односима изједначен са шефом/председником владе. У неким државама дужност доминистра припада државном подсекретару.
Главни секретар или генерални секретар је извршни орган у неким међународним организацијама (нпр. ОУН), односно извршни вођа појединих политичких партија, док се у другима та дужност може називати и политички секретар (уз њих може постојати организациони секретар, међународни секретар итд.).